# Pormestarinluoto
Pormestarinluodot (suédois : Borgmästargrunden) est un groupe de trois îles du quartier de Suomenlinna à Helsinki en Finlande.

## Description
L'île la plus occidentale fait partie de Suomenlinna (code G).
| Carte des bâtiments des îlots Pormestarinluoto (G)                |
| Carte interactive de Suomenlinna (cliquer pour voir les détails). |